# Книга-мандрівка. Україна
«Книга-мандрівка. Україна» (с укр. — «Книга-путешествие. Украина») — иллюстрированное издание в формате эдьютеймент. Это 1200 чрезвычайных открытий, интересных и важных фактов о городах или областях Украины в авторских иллюстрациях. Авторами «Книги путешествия» является креативное агентство Green Penguin. Ранее, в 2016 году агентство создавала подобную книгу для Казахстана — «Книга-путешествие. Казахстан» на казахском и русском языках. Книга была переведена на немецкий, английский и французский языки. С 2018 года выходит мультсериал по «книге-путешествию»: он стал частью программы Всеукраинской школы онлайн, благодаря чему транслируется украинскими телеканалами «UA:Культура», «UA: Первый», «Пиксель», «ПлюсПлюс», (а также YouTube-каналом МОН и платформой Megogo).